# Fundacja Aktywnej Rehabilitacji
Fundacja Aktywnej Rehabilitacji – fundacja specjalizująca się w aktywizacji społecznej i zawodowej osób z niepełnosprawnościami, szczególnie z trwałymi uszkodzeniami rdzenia kręgowego poruszających się na wózkach inwalidzkich. W każdym z 16 województw FAR ma swoje biuro regionalne. Władze FAR to rada i zarząd. Przewodniczącym rady jest Robert Korzeniowski. Prezesem zarządu jest Elżbieta Głogowska. Fundacja organizuje obozy sportowe, szkolenia i treningi dla osób z niepełnosprawnością.
FAR powstała z inicjatywy wózkowiczów dla wózkowiczów. Uczy ludzi z uszkodzeniem rdzenia kręgowego lub bezwładem kończyn, jak poruszając się na wózku, prowadzić normalne życie i osiągać cele, do których dążyli przed wypadkiem. Program FAR traktuje niepełnosprawność jak problem społeczny.